# Audacity (Album)
Audacity ist ein Jazzalbum von Buster Williams. Die am 4. Dezember 2017 im Sear Sound Studio C, New York City, entstandenen Aufnahmen erschienen am 15. Juni 2018 auf dem Label Smoke Sessions. Es war Williams’ erstes Album unter eigenem Namen seit Griot Liberte aus dem Jahr 2004.

## Hintergrund
Der 76-jährige Bassist Buster Williams nahm das Album mit seinem langjährigen Quartett Something More auf, dem der Alt- und Sopransaxophonist Steve Wilson, der Pianist George Colligan und der Schlagzeuger Lenny White angehören. Im New Yorker Studio entstand die Einspielung einer Reihe von Eigenkompositionen; sechs davon stammen von Williams selbst und jeweils eine von den beteiligte Musikern.

## Titelliste
- Buster Williams: Audacity (Smoke Session Records)[2]

1. Where Giants Dwell (Buster Williams) 6:43
2. Songs of the Outcasts (Buster Williams) 10:33
3. Sisko (Steve Wilson) 6:38
4. Ariana Anai (Buster Williams) 4:56
5. Lost On 4th Avenue (George Colligan) 8:36
6. Stumblin' (Lenny White) 4:07
7. Triumph (Buster Williams) 8:15
8. Briana (Buster Williams) 10:12
9. Audacity (Buster Williams) 6:47

## Rezeption
Nach Ansicht von Mike Jurkovic, der das Album in All About Jazz rezensierte, liefere der ehrwürdige Bassist und „Jazz-Gentlemen“ Buster Williams einen herausragenden Mitschnitt mit kraftvollen, hochgeladenen Kompositionen ab. Williams agiere dabei bescheiden, aber von seinem Können, seiner Agilität und seinem Vermächtnis überzeugt. Buster Williams umspanne die Jahrzehnte von 1969 mit Herbie Hancocks Jazz-Rock-Mwandishi-Sextett bis hin zu zeitgenössischen Stationen etwa mit Kenny Barron, Nancy Wilson, Steve Turre und Denny Zeitlin. Bei der Session würde er seinen Spielern so viel Raum geben, dass man beim ersten gelegentlichen Hören vermuten könnte, dass es sich um ein Wilson- oder Colligan-Album handle. Stücke wie Williams’ „Triumph“ und Wilsons ebenso ansteckendes „Sisko“ machten Audacity zu einem Höhepunkt des neuen Jahres und zu einer wahren Feier des 75-jährigen Geburtstags des Bassisten.
Jeff Tamarkin schrieb in JazzTimes, Audacity erinnere daran, dass Buster Williams schon immer eine wichtige Stimme auf seinem Instrument war und dass er noch viel zu sagen habe.
Nate Chinen lobte in Take Five bei WBGO das Titelstück des Albums, eine mittellange und swingende Nummer, hervorstechend durch die Art und Weise, wie Williams’ Walking-Bass-Linie direkt am vorderen Rand des Beats sitze, während Lenny White die Mitte halte; auch einige schöne solistische Leistungen von Colligan und Wilson seien hörenswert.